# Campionati americani maschili di pallacanestro Under-18
I Campionati americani maschili di pallacanestro Under-18 FIBA sono una competizione cestistica continentale a cadenza biennale organizzata da FIBA Americas, la Federazione Americana di Pallacanestro.
Il primo Campionato panamericano di pallacanestro Under-18 si tenne nel 1990 in Uruguay e, fino alle edizioni 2006-2008, è stato a cadenza quadriennale.

## Albo d'oro
| Anno | Nazione ospitante                                                   | Finale 1º/2º                                                        | Finale 1º/2º                                                        | Finale 1º/2º                                                        | Finale 3º/4º                                                        | Finale 3º/4º                                                        | Finale 3º/4º                                                        |
| Anno | Nazione ospitante                                                   | Vincitore                                                           | punteggio                                                           | Secondo posto                                                       | Terzo posto                                                         | punteggio                                                           | Quarto posto                                                        |
| ---- | ------------------------------------------------------------------- | ------------------------------------------------------------------- | ------------------------------------------------------------------- | ------------------------------------------------------------------- | ------------------------------------------------------------------- | ------------------------------------------------------------------- | ------------------------------------------------------------------- |
| 1990 | Uruguay Montevideo                                                  | Stati Uniti                                                         | 105-73                                                              | Argentina                                                           | Brasile                                                             | 69-61                                                               | Uruguay                                                             |
| 1994 | Argentina Santa Rosa                                                | Stati Uniti                                                         | 77-72                                                               | Argentina                                                           | Porto Rico                                                          |                                                                     | Venezuela                                                           |
| 1998 | Rep. Dominicana Puerto Plata                                        | Stati Uniti                                                         | 91-66                                                               | Argentina                                                           | Brasile                                                             | 74-72                                                               | Venezuela                                                           |
| 2002 | Venezuela Isola di Margarita                                        | Porto Rico                                                          | 76-53                                                               | Venezuela                                                           | Stati Uniti                                                         | 71-65                                                               | Argentina                                                           |
| 2006 | Stati Uniti San Antonio                                             | Stati Uniti                                                         | 104-82                                                              | Argentina                                                           | Brasile                                                             | 79-70                                                               | Canada                                                              |
| 2008 | Argentina Formosa                                                   | Argentina                                                           | 77-64                                                               | Stati Uniti                                                         | Canada                                                              | 83-68                                                               | Porto Rico                                                          |
| 2010 | Stati Uniti San Antonio                                             | Stati Uniti                                                         | 81-78                                                               | Brasile                                                             | Canada                                                              | 86-83                                                               | Argentina                                                           |
| 2012 | Brasile São Sebastião do Paraíso                                    | Stati Uniti                                                         | 81-56                                                               | Brasile                                                             | Canada                                                              | 68-66                                                               | Argentina                                                           |
| 2014 | Stati Uniti Colorado Springs                                        | Stati Uniti                                                         | 113-79                                                              | Canada                                                              | Rep. Dominicana                                                     | 64-53                                                               | Argentina                                                           |
| 2016 | Cile Valdivia                                                       | Stati Uniti                                                         | 99-84                                                               | Canada                                                              | Brasile                                                             | 59-58                                                               | Porto Rico                                                          |
| 2018 | Canada St. Catharines                                               | Stati Uniti                                                         | 113-74                                                              | Canada                                                              | Argentina                                                           | 87-79                                                               | Porto Rico                                                          |
| 2020 | Annullato per la Pandemia di COVID-19 in Nord America e Sud America | Annullato per la Pandemia di COVID-19 in Nord America e Sud America | Annullato per la Pandemia di COVID-19 in Nord America e Sud America | Annullato per la Pandemia di COVID-19 in Nord America e Sud America | Annullato per la Pandemia di COVID-19 in Nord America e Sud America | Annullato per la Pandemia di COVID-19 in Nord America e Sud America | Annullato per la Pandemia di COVID-19 in Nord America e Sud America |
| 2022 | Messico Tijuana                                                     | Stati Uniti                                                         | 102-74                                                              | Brasile                                                             | Canada                                                              | 81-57                                                               | Argentina                                                           |

## Medagliere per nazioni
| Pos. | Paese           | Oro | Argento | Bronzo | Totale |
| ---- | --------------- | --- | ------- | ------ | ------ |
| 1    | Stati Uniti     | 8   | 1       | 1      | 10     |
| 2    | Argentina       | 1   | 4       | 0      | 5      |
| 3    | Porto Rico      | 1   | 0       | 1      | 2      |
| 4    | Brasile         | 0   | 2       | 4      | 6      |
| 5    | Canada          | 0   | 2       | 3      | 5      |
| 6    | Venezuela       | 0   | 1       | 0      | 1      |
| 7    | Rep. Dominicana | 0   | 0       | 1      | 1      |